# Гаррі Ґоломбек
Га́ррі Ґоло́мбек (англ. Harry Golombek; 1 березня 1911, Лондон — 7 січня 1995, там же) — англійський шахіст XX століття; почесний гросмейстер (1985), міжнародний арбітр (1954). Редактор журналу «British Chess Magazine» (1938—1940). Шаховий оглядач газети «Таймс» (з 1945) і «Обзервер» (з 1955). Шаховий літератор; автор понад 30 книг, у тому числі шахової енциклопедії (англ. Golombek's Encyclopedia of Chess, 1977).
Чемпіон Англії (1947, 1949 і 1955). У складі збірної команди Великої Британії брав участь в олімпіадах 1935—1962 років.
Найкращі результати в міжнародних турнірах: Антверпен (1938) — 1-ше; Монтевідео (1939) — 2-ге (1-ше — А. Алехін); Леуварден (1947) і Берн (1948) — 1-ше; Бевервейк (1949) — 4-5-те; Венеція (1949) — 4-7-ме; Пейнтон (1950) — 1-ше; Бад-Пірмонт (1951) — 5-те; Гастінгс (1952/1953) — 1-4-те; Богнор Регіс, (1953) — 1-2-ге місця.
Був арбітром матчів на першість світу (1954—1963), змагань претендентів, міжзональних турнірів.

## Книги

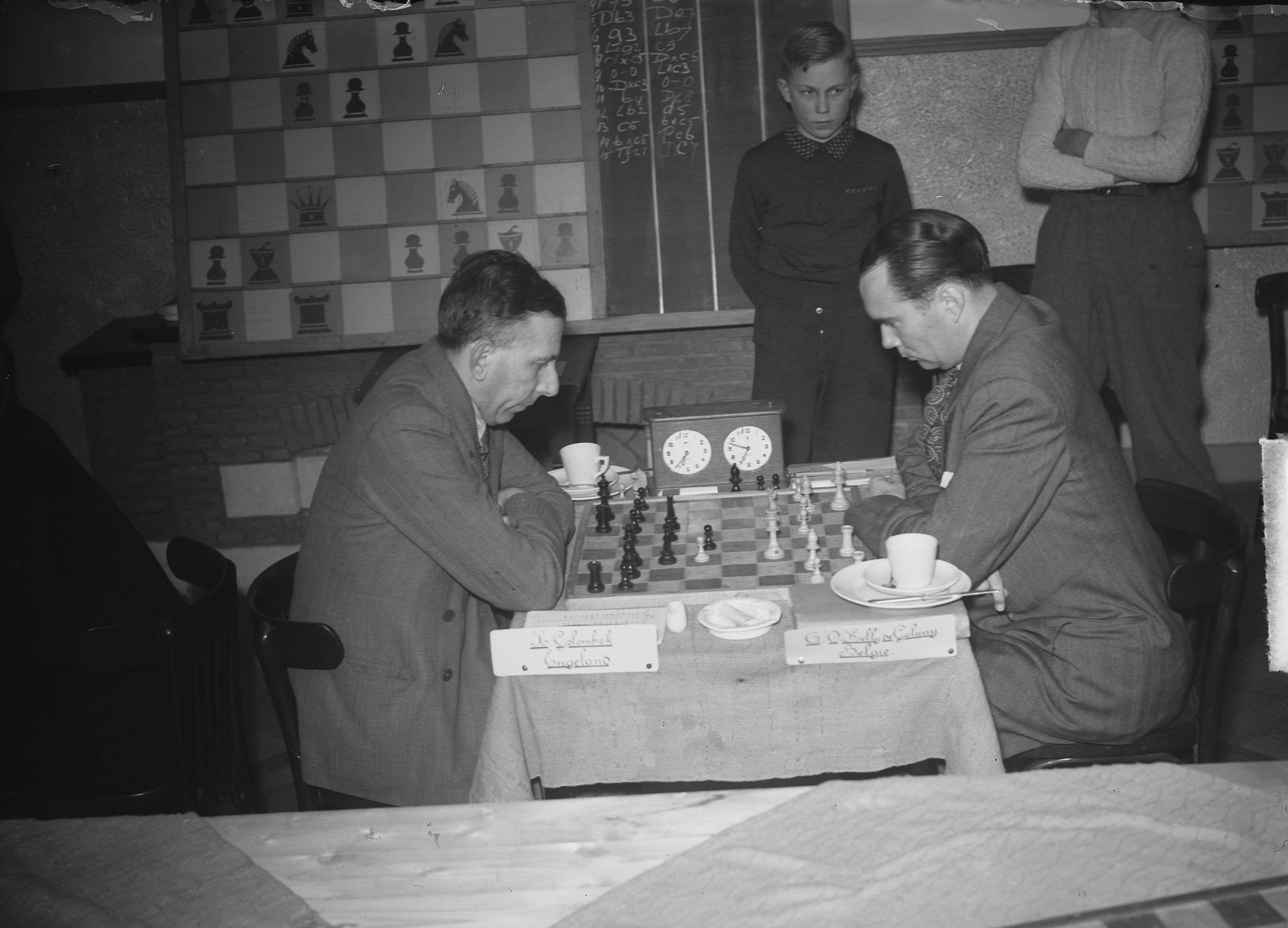
Шаховий турнір Hoogovens 1949: Ґоломбек vs.

- The World Chess Championship 1948, 1948, David McKay Company
- World Chess Championship 1954, 1954, MacGibbon and Kee
- Reti's Best Games of Chess, 1954, G. Bell & Sons, Ltd, republished 1974 (Dover Publications, Inc.)
- The Game of Chess, 1954, Penguin Books
- The World Chess Championship 1957, 1957, MacGibbon and Kee
- Instructions to Young Chess Players, 1958, Pitman Publishing ISBN 0-273-48550-4
- Modern Opening Chess Strategy, 1959, Pitman Publishing
- 4th Candidates Tournament 1959: Bled, Zagreb, Belgrade (originally BCM Quarterly No.3), 1960, BCM
- Capablanca's Hundred Best Games of Chess, 1947, G. Bell and Sons
- Fischer v Spassky: The World Chess Championship 1972, 1973, Times Newspapers ISBN 978-0723000907
- A History of Chess, 1976, Routledge & Kegan Paul, ISBN 0-7100-8266-5
- Improve Your Chess, 1976, Pitman Publishing
- The Best Games of CHO'D Alexander (у співавторстві з Вільямом Гартстоном), 1976, Oxford University Press
- Golombek's Encyclopedia of Chess (головний редактор Г. Ґоломбек) 1977, Batsford ISBN 0-517-53146-1
- Beginning Chess, 1981, Penguin Books ISBN 978-0140464122